# الحوطة (شبوة)
الحوطة أو حوطة الفقيه علي هي إحدى قرى الجمهورية اليمنية. وهي تتبع جغرافيًا لمحافظة شبوة. وإداريًا لمديرية ميفعة. يبلغ تعداد سكانها 8404 نسمة حسب الإحصاء الذي جرى عام 2004. أسسها واختطها العلامة والفقيه علي بن محمد بن عمر الحباني الخولاني سنة 727 هـ. اشتهرت بمدينة للعلم والتجارة وقد كانت قوافل التجارة تأتيها من كل مناطق شبوة حاليا بما في ذلك بيحان ومأرب اليمنية واستمرت حركة التجارة فيها حتى نهاية خمسينات القرن الماضي بعد استخدام السيارات بدلا عن الإبل وشق الطرق الترابية.